# Musée de Tabanka
Le Musée de Tabanka ou Tabanca est un musée situé à Assomada, sur le territoire de la municipalité de Santa Catarina, dans la partie centrale de l'île de Santiago au Cap-Vert. Ce lieu, qui sert aussi de culturel à la ville, est aussi consacré à la musique, notamment la tabanka. 

## Batiment et localisation
Le bâtiment est installé dans un bâtiment récupéré de l’ancienne administration des Finances et de la Poste qui est considéré comme un patrimoine culturel et historique du site, et est situé dans le cœur de la ville, sur la place principale.

## Historique
Il a été créé en 1999 et inauguré en février 2000 par le Premier ministre, Carlos Veiga.